# Jack Donner
Jack Donner (Los Angeles, Kalifornia, 1928. október 29. – 2019. szeptember 21.) amerikai színész.

## Élete
- Hivatalos oldal
- Jack Donner a PORT.hu-n (magyarul)
- Jack Donner az Internetes Szinkronadatbázisban (magyarul)
- Jack Donner az Internet Movie Database-ben (angolul)
- Jack Donner a Rotten Tomatoeson (angolul)

## Filmjei
Mozifilmek
- Invisible Avenger (1958)
- Hand of Death (1962)
- Escape from Hell Island (1963)
- The Night God Screamed (1971)
- Black Starlet (1974)
- The Emissary: A Biblical Epic (1997)
- Gideon (1998)
- Stigmata (1999)
- Family Tree (1999)
- Rocky és Bakacsin kalandjai (The Adventures of Rocky & Bullwinkle) (2000)
- Bújj, bújj, gonosz! (Soulkeeper) (2001)
- A tökéletes préda (Island Prey) (2001)
- Exorcism (2003)
- Családom titkai (Imaginary Heroes) (2004)
- Brotherhood of Blood (2007)
- Plot 7 (2007)
- Alulképző (Lower Learning) (2008)
- Farm House (2008)
- How to Be a Serial Killer (2008)
- Négy karácsony (Four Christmases) (2008)
- Gurdian (2009)
- All About Evil (2010)
- Anderson's Cross (2010)
- Vampire (2010)
- J. Edgar – Az FBI embere (J. Edgar) (2011)
- Underground – A mélybe rejtve (Underground) (2011)
- My Funny Valentine (2012)
- Night of the Templar (2013)
- A New York Heartbeat (2013)
- Dumbbells (2014)
- Anatomy of Deception (2014)

Tv-sorozatok
- The Man from U.N.C.L.E. (1965, egy epizódban)
- A balfácán (Get Smart) (1965, egy epizódban)
- Mission: Impossible (1966–1973, 11 epizódban)
- Jeannie, a háziszellem (I Dream of Jeannie) (1968, egy epizódban)
- Star Trek (1968, egy epizódban)
- Mannix (1971, 1973, két epizódban)
- Kojak (1975, egy epizódban)
- San Francisco utcáin (The Streets of San Francisco) (1977, egy epizódban)
- Baywatch (1996, egy epizódban)
- Conan, a kalandor (Conan the Adventurer) (1998, egy epizódban)
- Frasier – A dumagép (Frasier) (1999, egy epizódban)
- Bűbájos boszorkák (Charmed) (1999, egy epizódban)
- Angyal kontra démon (G vs E) (2000, egy epizódban)
- A körzet (The District) (2000, egy epizódban)
- Mrs. Klinika (Strong Medicine) (2001, egy epizódban)
- Már megint Malcolm (Malcolm in the Middle) (2002, egy epizódban)
- Az ügyosztály (The Division) (2003, egy epizódban)
- Jim szerint a világ (According to Jim) (2004, egy epizódban)
- Star Trek: Enterprise (2004, két epizódban)
- General Hospital (2006–2010, 55 epizódban)
- Gyilkos elmék (Criminal Minds) (2007, egy epizódban)
- Döglött akták (Cold Case) (2007, egy epizódban)
- Szellemekkel suttogó (Ghost Whisperer) (2010, egy epizódban)
- Vérmes négyes (Hot in Cleveland) (2010, egy epizódban)
- Dr. Csont (Bones) (2010, egy epizódban)